# Shawn Marion
Shawn Marion (ur. 7 maja 1978 w Waukegan w stanie Illinois) – amerykański koszykarz grający na pozycji skrzydłowego, mistrz NBA z 2011 roku.
Marion został wybrany z 9. numerem draftu 1999 przez Phoenix Suns. Za swój pierwszy sezon w NBA, w trakcie którego zdobywał średnio 10,2 punktu i 6,5 zbiórki na mecz, został wybrany do drugiej piątki debiutantów. W sezonie 2002/03 po raz pierwszy wziął udział w Meczu Gwiazd NBA. W 2004 roku był członkiem reprezentacji Stanów Zjednoczonych, która na Olimpiadzie w Atenach zdobyła brązowy medal.
W 2005 roku został wybrany jako rezerwowy na Mecz Gwiazd. Wraz z Dianą Taurasi i Danem Majerle zwyciężył też w konkurencji Shooting Stars. Został wybrany też do trzeciej piątki NBA za sezon 2004/05. Na przestrzeni całego sezonu zdobywał uzyskiwał średnie 19,4 punktu i 11,3 zbiórki, co było trzecim wynikiem w lidze.
W sezonie 2005/06 po raz kolejny został zmiennikiem na Mecz Gwiazd. 22 lutego 2006 ustanowił swój rekord punktowy, zdobywając ich 44 w meczu z Boston Celtics. Za swoją grę w lutym 2006 został wybrany zawodnikiem miesiąca. W trakcie sezonu zdobywał średnio 21,8 punktu, 11,8 zbiórki i 1,69 bloku na mecz. Drugi raz z rzędu został też wybrany do trzeciej piątki ligi. W kolejnym sezonie 2007/08 ponownie został rezerwowym na Mecz Gwiazd i zdobył w nim 18 punktów i 8 zbiórek.
6 lutego 2008 przeszedł wraz z Marcusem Banksem do Miami Heat w zamian za Shaquille’a O’Neala. Marion wystąpił w 16 meczach sezonu 2007/08 w barwach Heat, borykając się z urazami pleców i stopy. 12 lutego 2009 w meczu z Chicago Bulls Marion wykonał wsad dający zespołowi Heat zwycięstwo. Dzień później wraz z Banksem został oddany w wymianie do Toronto Raptors w zamiana za Jermaine'a O’Neala, Jamario Moona i zastrzeżony wybór w drafcie. Po zakończeniu sezonu, 8 lipca 2009 podpisał 5-letni, wart 39 milionów dolarów kontrakt i na zasadzie wymiany sign and trade przeszedł do Dallas Mavericks. W sezonie 2010/11 zdobył z tą drużyną mistrzostwo NBA, pokonując w finale Miami Heat 4–2. 3 stycznia 2014 przekroczył granicę 17 000 zdobytych punktów i został czwartym zawodnikiem, po Hakeemie Olajuwonie, Karlu Malone i Kevinie Garnett, który zdobył w trakcie kariery 17 000 punktów, 9000 zbiórek, 1500 przechwytów i 1000 bloków.
9 września 2014 podpisał kontrakt z Cleveland Cavaliers. 18 czerwca 2015 roku po przegranych finałach przeciw Golden State Warriors ogłosił zakończenie kariery.

## Osiągnięcia
NCAA
- Zaliczony do I składu All-WAC (1999)[26]

NBA
- Mistrz NBA (2011)[27]
- Wicemistrz NBA (2015)[28]
- czterokrotny uczestnik NBA All-Star Game (2003, 2005–2007)[29]
- Zaliczony do[29]:
  - I składu debiutantów NBA (2000)[30]
  - III składu NBA (2005, 2006)
- Uczestnik Rookie Challenge (2001)[29]
- Zwycięzca konkursu NBA Shooting Stars (2005)[31]
- Zawodnik:
  - miesiąca (luty 2002, luty 2006)[29]
  - tygodnia (25.02.2001, 31.03.2002, 13.04.2003, 28.11.2004, 19.12.2004, 1.01.2006)[29]

Reprezentacja
- Brązowy medalista olimpijski (2004)[32]
- Mistrz Igrzysk Dobrej Woli (2001)[33]
- Uczestnik mistrzostw świata (2002 – 6. miejsce)[33]